# Кісельов Сергій Григорович
Отець Се́ргій Кісельо́в (Кисельов, Кісільов; нар. 26 жовтня 1958, м. Київ) — російськомовний православний бард українського походження, автор і виконавець пісень на духовну тематику. Настоятель Церкви Стрітення Господнього у селі Сулимівка Яготинського району Київської області, протоієрей УПЦ (МП).
Не слід плутати з Сергієм Кисельовим, колишнім священником РПЦЗ та одним із лідерів бойовиків на Донбасі, який у 2019 році був засуджений у Мюнхені до дворічного тюремного ув'язнення та з московським священником РПЦ Сергієм Олександровичем Кисельовим.

## Біографія

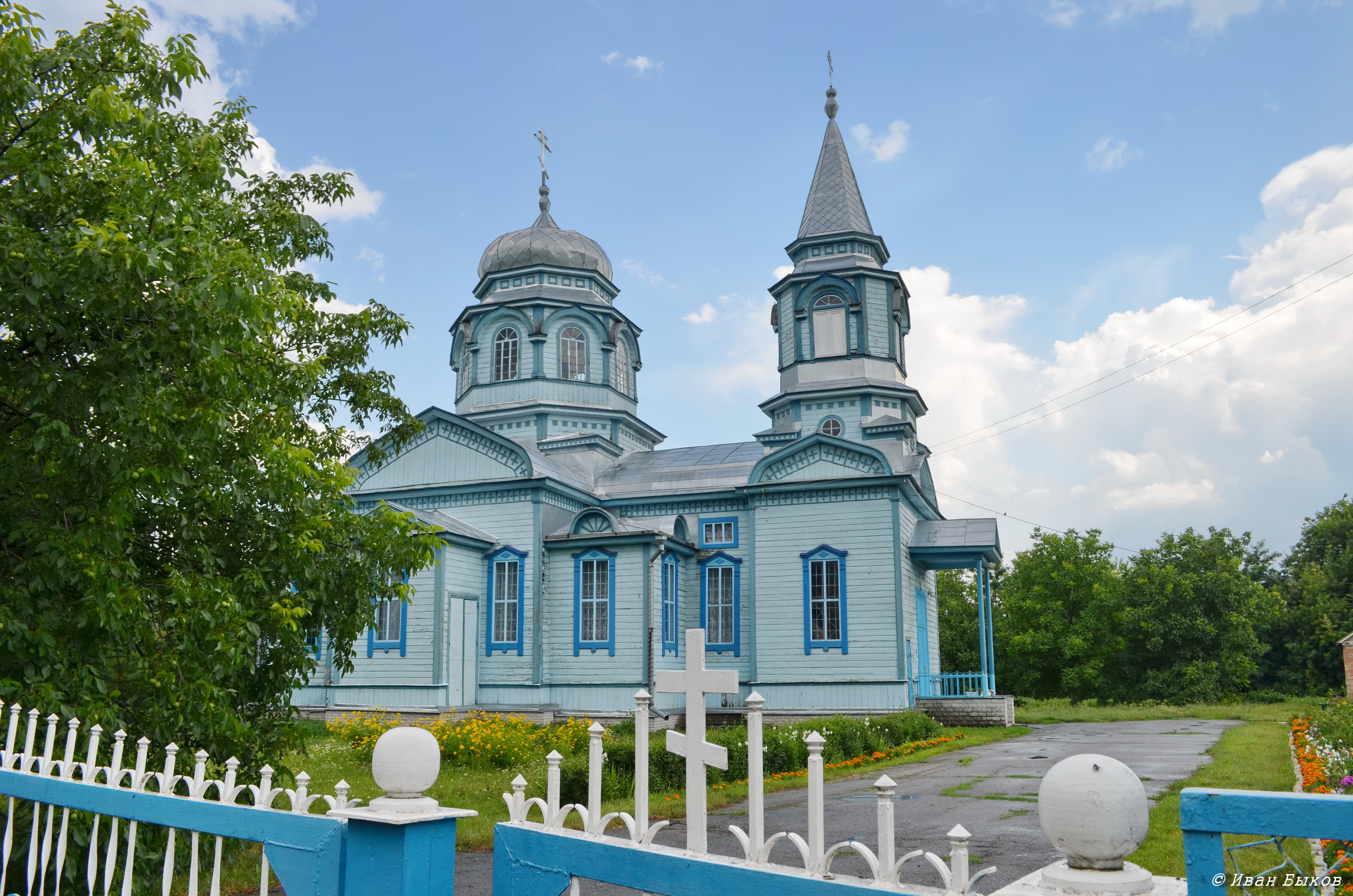
Церква Стрітення Господнього у Сулимівці Яготинського району

Сергій Григорович Кисельов народився 26 жовтня 1958 у м. Києві. Закінчив київське медичне училище №2. Служив у Радянській армії на Далекому Сході в автомобільних військах у медсанчастині з 1979 до 1981 року. Після демобілізації працював у лікарні швидкої допомоги у Києві.
Батьки не були віруючими, тож майбутній священник прийшов до віри самостійно і охрестився у 1984 році у віці 25 років. Після цього впродовж шести років служив пономарем у Церкві святого Георгія Змієборця села Селище Баришівського району Київської області.
У 1990 був висвячений на священника у Володимирському соборі Києва єпископом Переяслав-Хмельницький Іонафаном (Єлецьких).
Того ж року був призначений настоятелем Церкви Стрітення Господнього у селі Сулимівка Київської області, де саме було відроджено православну парафію після її закриття у радянський час. Цей старовинний храм став для священника першим і єдиним місцем служіння.
Одружений, батько трьох дітей.

## Пісенна діяльність
Ще в юнацтві Сергій Кисельов захопився поезією та авторською піснею. Вже у сані священника за благословінням церковного керівництва почав виступати з музичними концертами. Виступає переважно у лікарнях, в'язницях, храмах та закладах культури. Головною метою виступів вважає місіонерство та відродження духовності. Співає російською мовою.
У 2005 році на фестивалі авторської пісні у Санкт-Петербурзі посів перше місце у номінації «автор-виконавець». Виступи отця Сергія відбуваються по всій території України та близького зарубіжжя. У 2006 отець Сергій давав концерти для православної діаспори у Німеччині.
За роки творчості вийшло десять альбомів авторської пісні. Серед них «В океані життя», «Шлях до небесної сторони», «Анатомія серця». Головною темою є християнська любов і заклик до покаяння. Ці пісні є поєднання бардівської пісні та проповіді.

## Дискографія
1. Вот какая мне жизнь дана (1980-ті)
2. Без боли не прожить нам (1990-ті)
3. В океане жизни (1990-ті)
4. Анатомия сердца (1990-ті)
5. Красота истины и убожество души (2000-ні)
6. Путь к Небесной стороне (2000-ні)
7. Небесной Любви родники (2007)
8. Чтобы сердце стало зрячим! (2009)
9. Мы для побед рождены (2011)
10. Себя спасаешь ты, других любя! (2012)
11. Терпите друг друга любовью! (2016)

## Інтерв'ю
- «Живая песня та, которая от души написана» [Архівовано 2 березня 2019 у Wayback Machine.] // Свято-Елисаветинский монастырь. — 25.10.2017.
- Священник Сергий Киселев: «Каждая моя песня — веха пройденного духовного пути» [Архівовано 2 березня 2019 у Wayback Machine.] // Православіє в Україні. — 13 листопада 2007.